# Hohenasperg

Hohenasperg is een vesting op een gelijknamige heuvel bij de stad Asperg in de Duitse Landkreis Ludwigsburg (Baden-Württemberg).
De vesting werd gebouwd in 1535 en was tot 1693 in actieve dienst voor de verdediging van het Hertogdom Württemberg. Sinds het begin van de 18e eeuw is de vesting in gebruik als gevangenis. Vanaf 1945 werden er door de geallieerden veel politieke gevangenen opgesloten. Sinds 1968 is het een justitieel ziekenhuis.

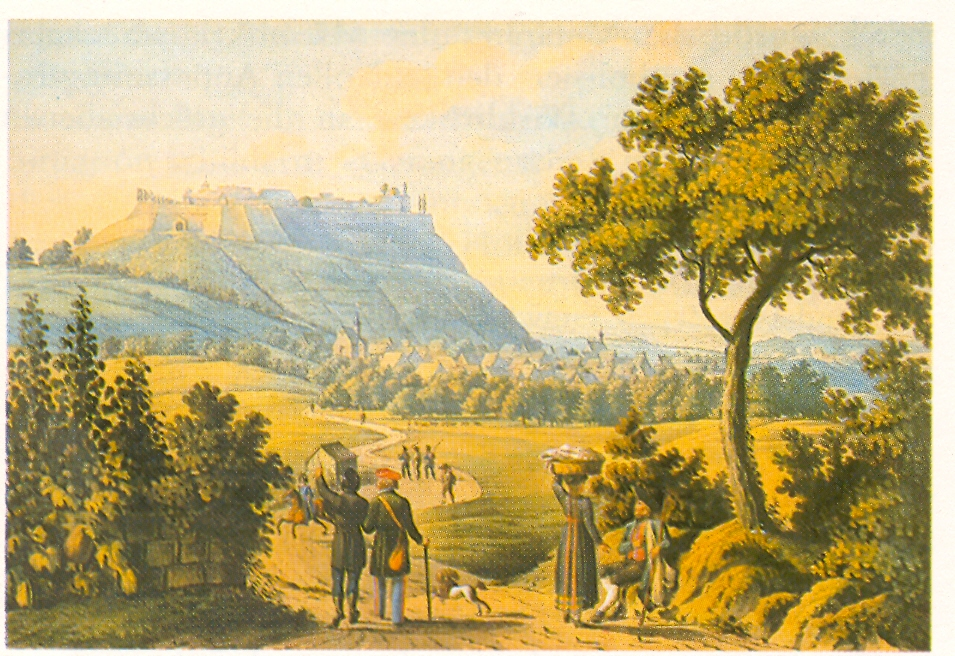
Hohenasperg gezien vanuit Möglingen (ca. 1820)
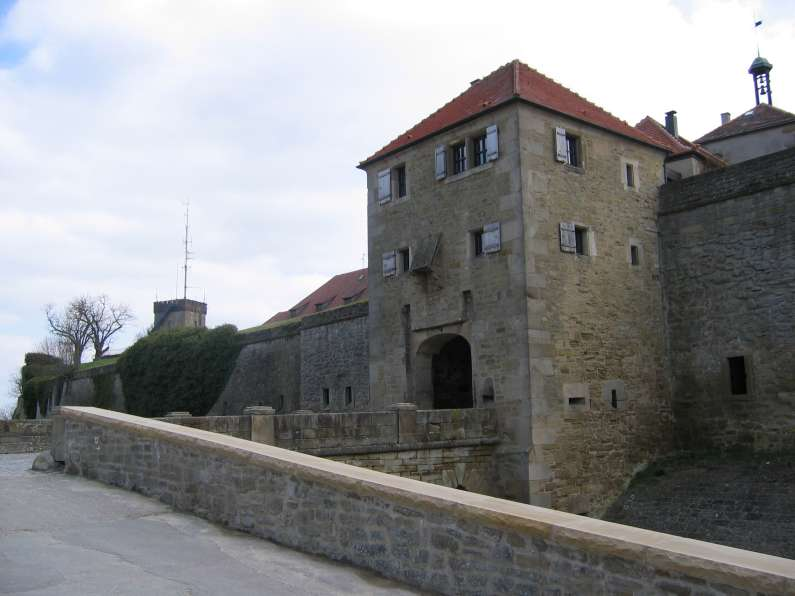
Ingang